# Condado de Carver
El condado de Carver (en inglés: Carver County) es un condado en el estado estadounidense de Minnesota. En el censo de 2021 el condado tenía una población de 108.626 habitantes. Forma parte del área metropolitana de Minneapolis – Saint Paul. La sede de condado es Chaska. El condado fue fundado el 20 de febrero de 1855 y fue nombrado en honor al explorador Jonathan Carver.

## Geografía
Según la Oficina del Censo, el condado tiene un área total de 974 km² (376 sq mi), de la cual 925 km² (357 sq mi) es tierra y 49 km² (19 sq mi) (5,08%) es agua.

### Condados adyacentes
- Condado de Wright (norte)
- Condado de Hennepin (noreste)
- Condado de Scott (sureste)
- Condado de Sibley (suroeste)
- Condado de McLeod (oeste)

### Áreas protegidas nacionales
- Minnesota Valley National Wildlife Refuge

## Autopistas importantes
- U.S. Route 212
- Ruta estatal de Minnesota 5
- Ruta estatal de Minnesota 7
- Ruta estatal de Minnesota 25
- Ruta estatal de Minnesota 41
- Ruta estatal de Minnesota 284

## Demografía
En el  censo de 1999, hubo 70.205 personas, 24.356 hogares y 18.778 familias residiendo en el condado. La densidad poblacional era de 197 personas por milla cuadrada (76/km²). En el 1999 había 24.883 unidades habitacionales en una densidad de 70 por milla cuadrada (27/km²). La demografía del condado era de 95,95% blancos, 0,59% afroamericanos, 0,18% amerindios, 1,56% asiáticos, 0,01% isleños del Pacífico, 0,87% de otras razas y 0,82% de dos o más razas. 2,55% de la población era de origen hispano o latino de cualquier raza. 
La renta promedio para un hogar del condado era de $65.540 y el ingreso promedio para una familia era de $73.577. En 1999 los hombres tenían un ingreso medio de $47.271 versus $32.107 para las mujeres. La renta per cápita para el condado era de $28.486 y el 3,50% de la población estaba bajo el umbral de pobreza nacional.

## Localidades

### Ciudades y pueblos
| - Carver - Chanhassen - Chaska | - Cologne - Hamburg - Mayer | - New Germany - Norwood Young America - Victoria | - Waconia - Watertown |

### Municipios
- Municipio de Benton
- Municipio de Camden
- Municipio de Dahlgren
- Municipio de Hancock
- Municipio de Hollywood
- Municipio de Laketown
- Municipio de San Francisco
- Municipio de Waconia
- Municipio de Watertown
- Municipio de Young America